# Балка Рипляхова
Балка Рипляхова — балка (річка) в Україні у Кропивницькому районі Кіровоградської області. Права притока річки Аджамки (басейн Чорного моря).

## Опис
Довжина балки приблизно 9,93 км, найкоротша відстань між витоком і гирлом — 8,64  км, коефіцієнт звивистості річки — 1,15 . Формується декількома балками та загатами.

## Розташування
Бере початок на південно-східній стороні від села Високі Байраки. Тече переважно на південний схід через село Веселівку і у селі Аджамка впадає у річку Аджамку, ліву притоку річки Інгулу.

## Цікаві факти
- Біля витоку на південно-західній стороні розташований Військовий аеродром Канатово[3].
- На правому березі балки пролягає автошлях Т 1205[3] (автомобільний шлях територіального значення в Кіровоградській області. Проходить територією Кропивницького та Олександрійського районів через Кропивницький — Нову Прагу — Олександрійське — Олександрію. Загальна довжина — 59,3 км.).
- На балці існують водокачка, газгольдери та газові свердловини[2].